# Piotr Rowicki (pisarz)
Piotr Rowicki (ur. 29 sierpnia 1975 w Ostrowi Mazowieckiej) – polski prozaik, dramatopisarz, autor kryminałów, powieści i książek dla dzieci.

## Życiorys
Ukończył historię na Uniwersytecie w Białymstoku. W 2008 debiutował jako dramatopisarz sztuką Przylgnięcie w reż. Aldony Figury w Laboratorium Dramatu w Warszawie. Jest dwukrotnym stypendystą Ministra Kultury i Dziedzictwa Narodowego z dziedziny teatru. Laureatem wielu nagród i wyróżnień, w tym m.in. dwukrotnym zwycięzcą konkursu na polską sztukę współczesną „Metafory Rzeczywistości” organizowanego przez Teatr Polski w Poznaniu.

## Twórczość

### Proza
- Mężczyzna i Bestia. Finalik, 2005. ISBN 978-83-89993-10-6. Brak numerów stron w książce
- Przed górami, przed lasami..., czyli bajki dla dorosłych. Katowice: Wyd. Kos, 2006. ISBN 83-89375-91-5. Brak numerów stron w książce
- Detektyw Żurek. Wyd. Replika, 2007. ISBN 978-83-6038-329-2. Brak numerów stron w książce
- Eryk. Wyd. Replika, 2008. ISBN 978-83-60383-47-6. Brak numerów stron w książce
- Śmierć w królestwie bożym. Wydawnictwo Skrzat, 2009. ISBN 978-83-7437-339-5. Brak numerów stron w książce
- Fatum. Wyd. Oficynka, 2011, seria: ABC. ISBN 978-83-62465-16-3. Brak numerów stron w książce

### Książki dla dzieci
- Misia Zdrówko porady nie od parady (Cartalia Press 2008)[2]
- Przygody Hektora (Amea 2009)[3]
- Gryźgo idzie w świat (Skrzat 2009)[4]
- Aurelka, czyli wielkie hece małe świnki (Amea 2010)[5]
- Mały poczet królów Polski dla dzieci (Ibis 2010)[6]
- Mity greckie (Wilga 2010)[7]
- Nazywam się Jeżynka (Ibis 2011)[8]
- Klątwa Herhora (Ibis 2011)[9]
- Przygody Kota Detektywa (Wilga 2011)[10]
- Wszystko przez Amandę[11] (W.A.B. 2011)
- Jeżynka idzie do szkoły (Ibis 2012)
- 16.10 do Bergamo[12] (Literatura 2017)
- Pies Kolumba (Adamada 2021)[13]
- Straszne Słowo na "R" - kontra Rodzinne Biuro Detektywistyczne (Tashka 2023)[14]

### Sztuki teatralne
- Przylgnięcie - reż. Aldona Figura (2008)[15] – Laboratorium Dramatu, Warszawa.

Na motywach Przylgnięcia nakręcony został film w reż. Marcina Wrony pt. „Demon” (Premiera – 2015).
- Mykwa - reż. Monika Dobrowlańska (2009)[16] – Teatr Polski w Poznaniu.
- Tinky Winky - reż. Marcin Bortkiewicz (2009) – Teatr Ecce Homo, Kielce.
- Chłopiec Malowany - reż. Piotr Ratajczak (2010) – Teatr Polski w Poznaniu.

„Chłopiec Malowany” zrealizowany został przez Wytwórnię Filmów Dokumentalnych i Fabularnych w ramach cyklu „Teatroteka” (Premiera w TVP2 – 2015).
- Królowie dowcipu - reż. Piotr Ratajczak (2011)[18] – Teatr Polski w Bielsku-Białej.
- Baden – Baden - reż. Aldona Figura (2011)[19] – Teatr na Woli, Warszawa.
- I będą Święta - reż. Piotr Ratajczak (2012)[20] – Teatr Konsekwentny, Warszawa.
- Bajka o psie, który zerwał się z łańcucha, Nowe Sztuki dla Dzieci i Młodzieży, Centrum Sztuki Dziecka w Poznaniu, 2012.[21]

- Niewierni - reż. Piotr Ratajczak (2012)[22] – Teatr Łaźnia Nowa, Kraków.
- Stawiam na Tolka Banana (adaptacja) - reż. Piotr Ratajczak (2012)[23] – Teatr im. Stefana Jaracza w Olsztynie.
- Exterminator (adaptacja) - reż. Aldona Figura (2013)[24] - Teatr na Woli, Warszawa.
- Odkręć się Marcelka, Nowe Sztuki dla Dzieci i Młodzieży, Centrum Sztuki Dziecka w Poznaniu, 2013.[25]
- Piszczyk (adaptacja) - reż. Piotr Ratajczak (2013)[26] – Teatr Polski w Poznaniu.
- Miasto Duchów - reż. Arkadiusz Buszko (2013)[27] – Teatr Dramatyczny im. Jerzego Szaniawskiego w Wałbrzychu.
- Tato nie wraca - reż. Piotr Ratajczak (2013)[28] – Teatr WarSawy w Warszawie.
- Matki - reż. Katarzyna Deszcz (2013)[29] – Teatr Nowy w Zabrzu; „Matki” zrealizowane zostały również przez Teatr Polski w Szczecinie (2016)[30]
- Wałbrzych Utopia 2.039 - reż. Piotr Ratajczak (2013)[31] – Teatr Dramatyczny im. Jerzego Szaniawskiego w Wałbrzychu.
- Dziewczyny do wzięcia (adaptacja) - reż. Piotr Ratajczak (2014)[32] – Teatr Powszechny w Warszawie.
- Samba de mineiro - reż. Piotr Ratajczak, Arkadiusz Buszko (2014)[33] – Teatr Dramatyczny im. Jerzego Szaniawskiego w Wałbrzychu.
- Oblężenie - reż. Joanna Zdrada (2014)[34] – Teatr Polski w Poznaniu.
- Reisefieber, czyli podróż w nieznane - reż. Piotr Ratajczak (2015)[35] – Teatr Polski w Poznaniu.
- Wakacje z duchami (adaptacja) - reż. Jerzy Jan Połoński (2015)[36] – Teatr Zagłębia w Sosnowcu.
- Wojna to tylko kwiat - reż. Piotr Ratajczak (2016)[37] – Teatr WarSawy w Warszawie.
- Biała siła, czarna pamięć (adaptacja) - reż. Piotr Ratajczak (2016)[38] – Teatr Dramatyczny im. Aleksandra Węgierki w Białymstoku.
- Skarpetki Leopolda T., Miesięcznik Dialog Nr 7-8/2016.[39]
- New Year’s Day - reż. Joanna Zdrada (2016)[40] – Teatr im. J.Osterwy w Gorzowie Wlkp.
- Disco Macabre - reż. Arkadiusz Buszko (2016)[41] – Teatr Lalek „Pleciuga” w Szczecinie.
- Wolno-ość ’90 - reż. Piotr Ratajczak (2016)[42] – Zespół Teatru 13, Białołęcki Ośrodek Kultury.
- Bez znieczulenia (adaptacja) - reż. Piotr Ratajczak (2016)[43] – Teatr im. Jana Kochanowskiego w Opolu.
- Ćesky Diplom - reż. Piotr Ratajczak (2017)[44] – Teatr Państwowej Wyższej Szkoły Teatralnej im. Ludwika Solskiego w Krakowie, Filia we Wrocławiu.
- Love las. Bajka ekologiczna - reż. Aneta Muczyń (2017)[45] – Białołęcki Ośrodek Kultury w Warszawie.
- Inwazja - reż. Piotr Ratajczak (2017)[46] – Teatr im. Juliusza Słowackiego w Krakowie.
- Zakurzona Królewna, Nowe Sztuki dla Dzieci i Młodzieży, Centrum Sztuki Dziecka w Poznaniu, 2017.[47]
- Sposób na Alcybiadesa (adaptacja) - reż. Piotr Ratajczak (adaptacja) (2017)[48] – Teatr im. Juliusza Osterwy w Lublinie.
- Nasza jest noc, Miesięcznik Dialog Nr 12/2017.[49]
- Żeby nie było śladów (adaptacja) - reż. Piotr Ratajczak (2018)[50] – Teatr „Polonia” w Warszawie.
- Kolaboranci - reż. Piotr Ratajczak (2018)[51] – Teatr im. Jana Kochanowskiego w Opolu.
- Aktorzy Koszalińscy czyli Komedia Prowincjonalna - reż. Piotr Ratajczak (2018)[52] – Bałtycki Teatr Dramatyczny im. Juliusza Słowackiego w Koszalinie.
- 2 000 000 Kroków - reż. Przemysław Jaszczak (2018)[53] – Teatr „Polonia” w Warszawie.
- Królowie strzelców. Sport w cieniu imperium (adaptacja)  - reż. Piotr Ratajczak (2018) – Teatr Nowy w Zabrzu[54]
- Ostatni dzwonek. Utopia - reż. Piotr Ratajczak (2019) – spektakl dyplomowy studentów IV r. Wydziału Aktorskiego AST w Krakowie[55].
- Podróż za jeden uśmiech (adaptacja) - reż. Piotr Ratajczak (2019) – Teatr im. Jana Kochanowskiego w Opolu[56].
- Zabić prezydenta - reż. Piotr Ratajczak (2019) - Teatr Współczesny w Szczecinie.
- Niepodlegli - reż. Piotr Ratajczak (2019) - Teatr Collegium Nobilium, Dyplom IV roku wydziału aktorskiego Akademii Teatralnej im. A. Zelwerowicza w Warszawie.
- Ballada szczecińska - reż. Arkadiusz Buszko (2019) - Teatr Lalek „Pleciuga” w Szczecinie.
- Ginczanka. Przepis na prostotę życia - reż. Anna Gryszkówna (2020) - Teatr Łaźnia Nowa, Kraków, Teatr na Plaży, Sopot.
- Kariera Nikodema Dyzmy (adaptacja) - reż. Piotr Ratajczak (2020) - Teatr im. Wilama Horzycy w Toruniu.
- Listen to Your Heart, Miesięcznik Dialog Nr 5/2020.
- Češky krásné, Češky mé! - reż. Piotr Ratajczak (2020) - Narodowy Teatr Morawsko-Śląski w Ostrawie[57].
- Simona K. Wołająca na puszczy - reż. Anna Gryszkówna (2020) Big Book Cafe, Warszawa[58].
- Wrocław. Escape Room - reż. Arkadiusz Buszko (2021) - Spektakl dyplomowy studentów IV roku Wydziału Lalkarskiego Akademii Sztuk Teatralnych we Wrocławiu[59].
- Król Bawełny - reż. Arkadiusz Buszko (2021) - Teatr Lalek Arlekin im. Henryka Ryla w Łodzi[60].
- Anna - reż. Anna Gryszkówna (2022) - Teatr Nowa Strefa, Gdańsk[61].
- Nic się nie stało - reż. Piotr Ratajczak (2022) - Garnizon Sztuki, Warszawa[62].
- Freak - Nagroda Specjalna w Konkursie o Nagrodę Dramaturgiczną im. Tadeusza Różewicza 2022, Teatr Miejski w Gliwicach[63].
- W maju się nie umiera - reż. Anna Gryszkówna (2023) - Dom Spotkań z Historią, Warszawa[64]
- Szymborska. Kropki, przecinki, papierosy - reż. Anna Gryszkówna (2023) - Teatr im. Juliusza Słowackiego w Krakowie[65].
- Poszukiwany, Poszukiwana (adaptacja) - reż. Paweł Szkotak (2024) – Teatr Polski w Bielsku-Białej[66].
- Limba - reż. Piotr Ratajczak (2024) - Teatr Układ Formalny, Wrocław[67].
- Urban. Idę po was... - reż. Bartosz Szydłowski (2024) – Teatr Łaźnia Nowa w Krakowie[68].
- Ocalone - reż. Maja Kleczewska (2024) -  Dom Spotkań z Historią, Warszawa[69].
- Jadwiga - reż. Anna Gryszkówna (2025) - Mazowiecki Instytut Kultury, Warszawa[70].

## Nagrody i wyróżnienia
- II miejsce w ogólnopolskim konkursie na polską sztukę współczesną „Metafory Rzeczywistości” zorganizowanym przez Teatr Polski w Poznaniu - za sztukę Mykwa (2008)
- I miejsce w ogólnopolskim konkursie na polską sztukę współczesną „Metafory Rzeczywistości” zorganizowanym przez Teatr Polski w Poznaniu - za sztukę Chłopiec Malowany (2010)
- Tytuł najlepszego dramatopisarza na Festiwalu Dramaturgii Współczesnej w Zabrzu - za dramat Chłopiec malowany (2011)
- II miejsce w III Ogólnopolskim Konkursie „Komediopisanie” zorganizowanym przez Teatr Powszechny w Łodzi - za sztukę Słoń (2011)
- Nagroda Grand Prix za spektakl I będą święta na Ogólnopolskim Festiwalu Sztuk Autorskich i Adaptacji „WINDOWISKO 2012” w Gdańsku (2012)
- Nagroda Publiczności na XIII Festiwalu Dramaturgii Współczesnej Rzeczywistość Przedstawiona w Zabrzu za spektakl Matki (2013)
- I miejsce w ogólnopolskim konkursie na polską sztukę współczesną „Metafory Rzeczywistości” zorganizowanym przez Teatr Polski w Poznaniu - za sztukę Oblężenie (2014)
- Nagroda Stanisława Bieniasza na XVI Festiwalu Dramaturgii Współczesnej w Zabrzu za najlepszy scenariusz do sztuki Biała Siła, czarna pamięć (2016)
- Złota Maska przyznawana przez Marszałka Województwa Opolskiego za scenariusz do sztuki Bez Znieczulenia (2017)
- Wyróżnienie w 29.Ogólnopolskim Konkursie Literackim im. K. Makuszyńskiego[71] za powieść Pies Kolumba (2022)
- Nagroda za oryginalny tekst dramatyczny za utwór „W maju się nie umiera”, XXIII Festiwal TVP i Teatru Polskiego Radia „Dwa Teatry” (2024)[72]
- Nagroda za dramat „W maju się nie umiera”. 30 Ogólnopolski Konkurs na Wystawienie Polskiej Sztuki Współczesnej (2024)[73]